# Rivière Étamamiou
Der Rivière Étamamiou ist ein 166 km langer Zufluss des Sankt-Lorenz-Golfs in der Verwaltungsregion Côte-Nord der kanadischen Provinz Québec. 
Das Einzugsgebiet beträgt 3030 km², der mittlere Abfluss 76 m³/s. Er fließt in südlicher Richtung zum Sankt-Lorenz-Golf. Sein Einzugsgebiet liegt zwischen denen des Rivière Olomane im Westen und des Rivière du Petit Mécatina im Osten. 75 km vor seiner Mündung beim See Lac Manet teilt sich der Fluss in zwei Arme, die sich nach 55 km beim Lac Foucher wiedervereinigen. 5 km vor seiner Mündung spaltet sich der Fluss erneut in zwei Arme auf. Ein Arm erreicht den Sankt-Lorenz-Golf nahe der Siedlung Étamamiou, der andere Arm fließt in die östlich davon gelegene Bucht Baie Bussière.